# Zoobotánico Jerez

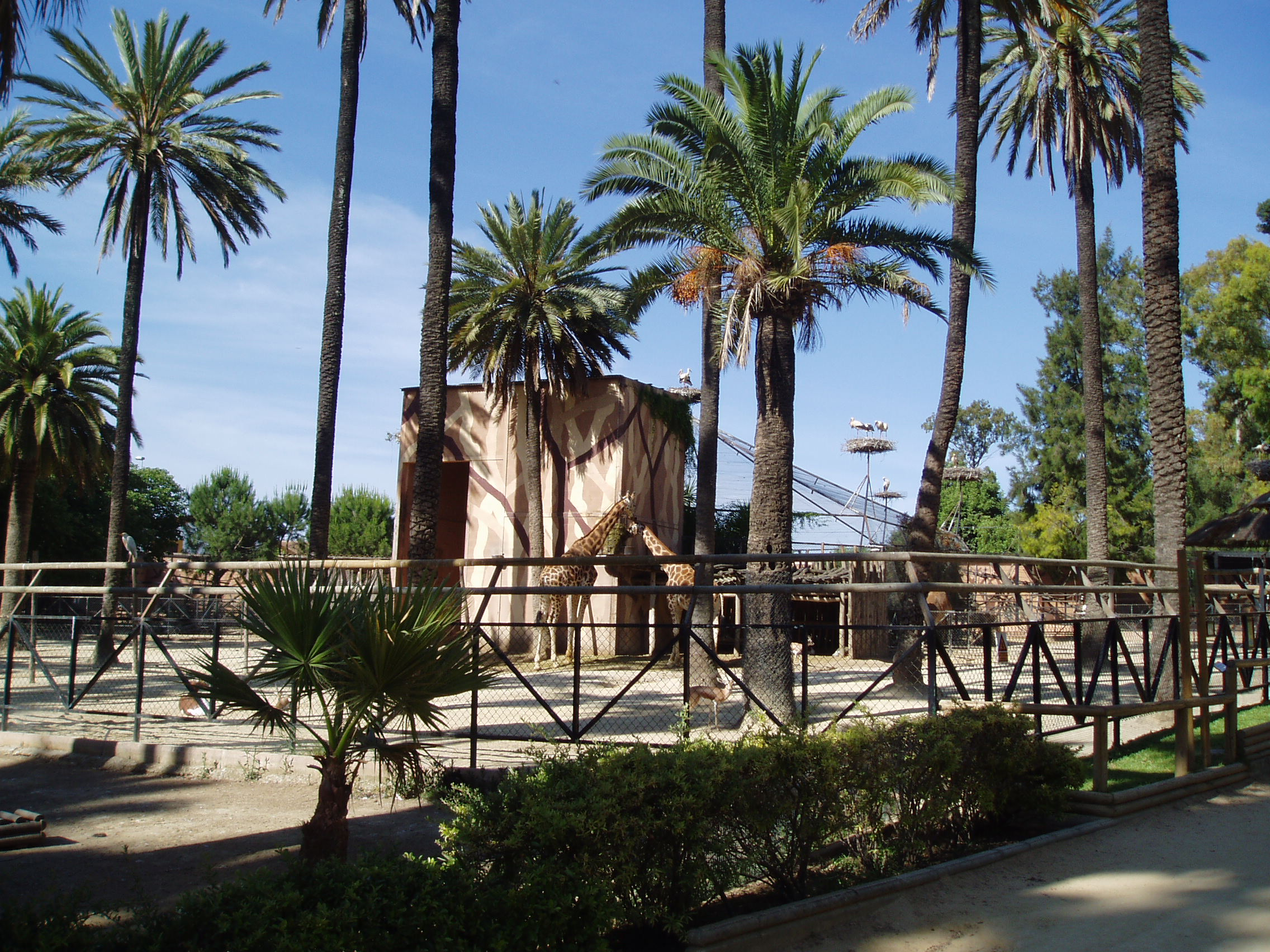
Instalaciones del zoo

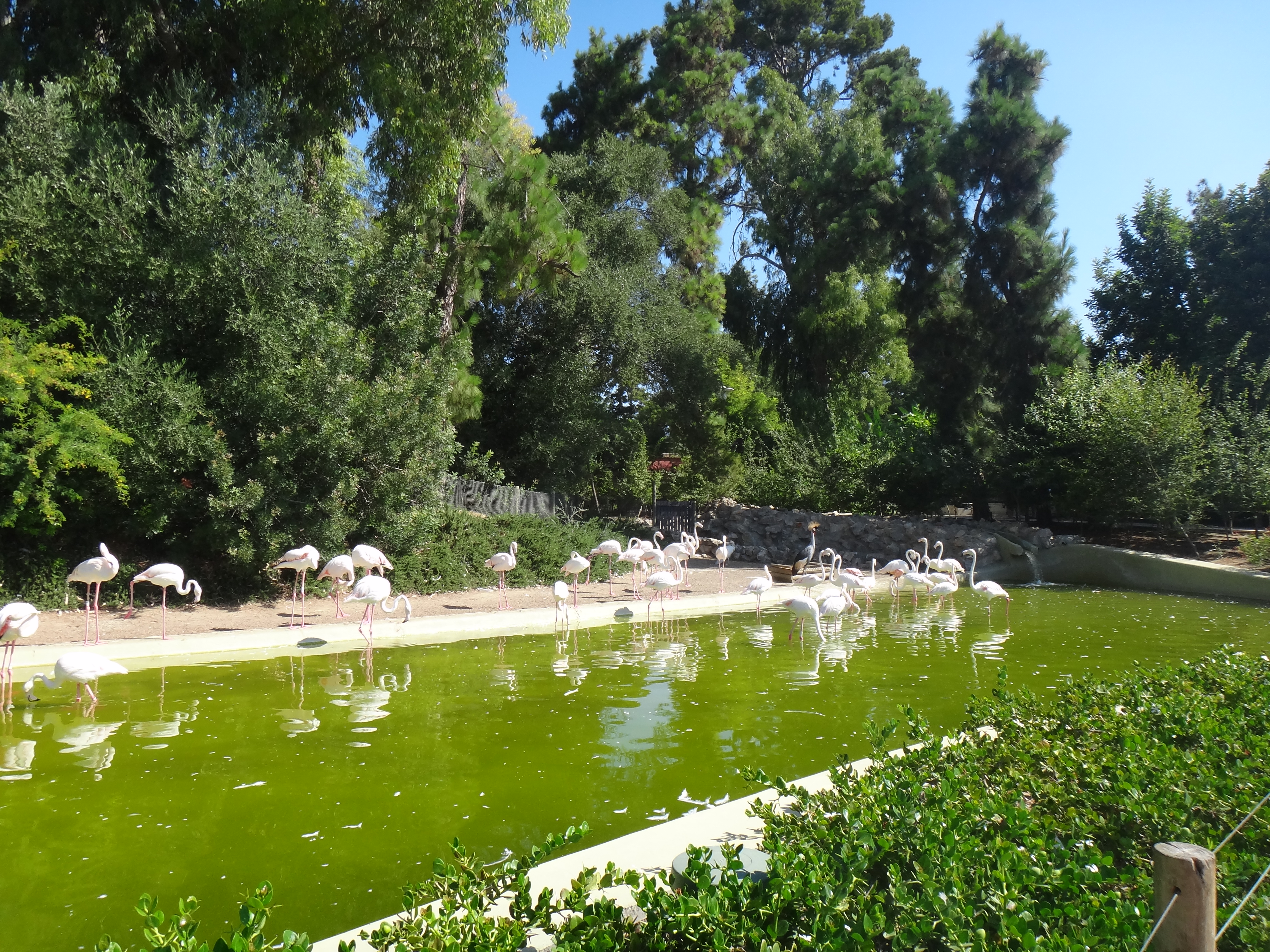
Flamencos a la entrada

El Centro de Conservación de la Biodiversidad Zoobotánico Jerez, antes llamado Zoológico y Jardín Botánico Alberto Durán, es un parque zoológico y jardín botánico situado en la localidad andaluza de Jerez de la Frontera (España). Ocupa 70.000 metros cuadrados y tiene proyectado un Programa de Ampliación y Renovación que llevaría a duplicar su extensión.[cita requerida] Se edificó alrededor del lugar donde se construyó el depósito Agua de Tempul desde donde llegó el agua del manantial de Tempul, que dotaba de suministro potable a la ciudad y a varias ciudades de la Bahía de Cádiz.

## Localización

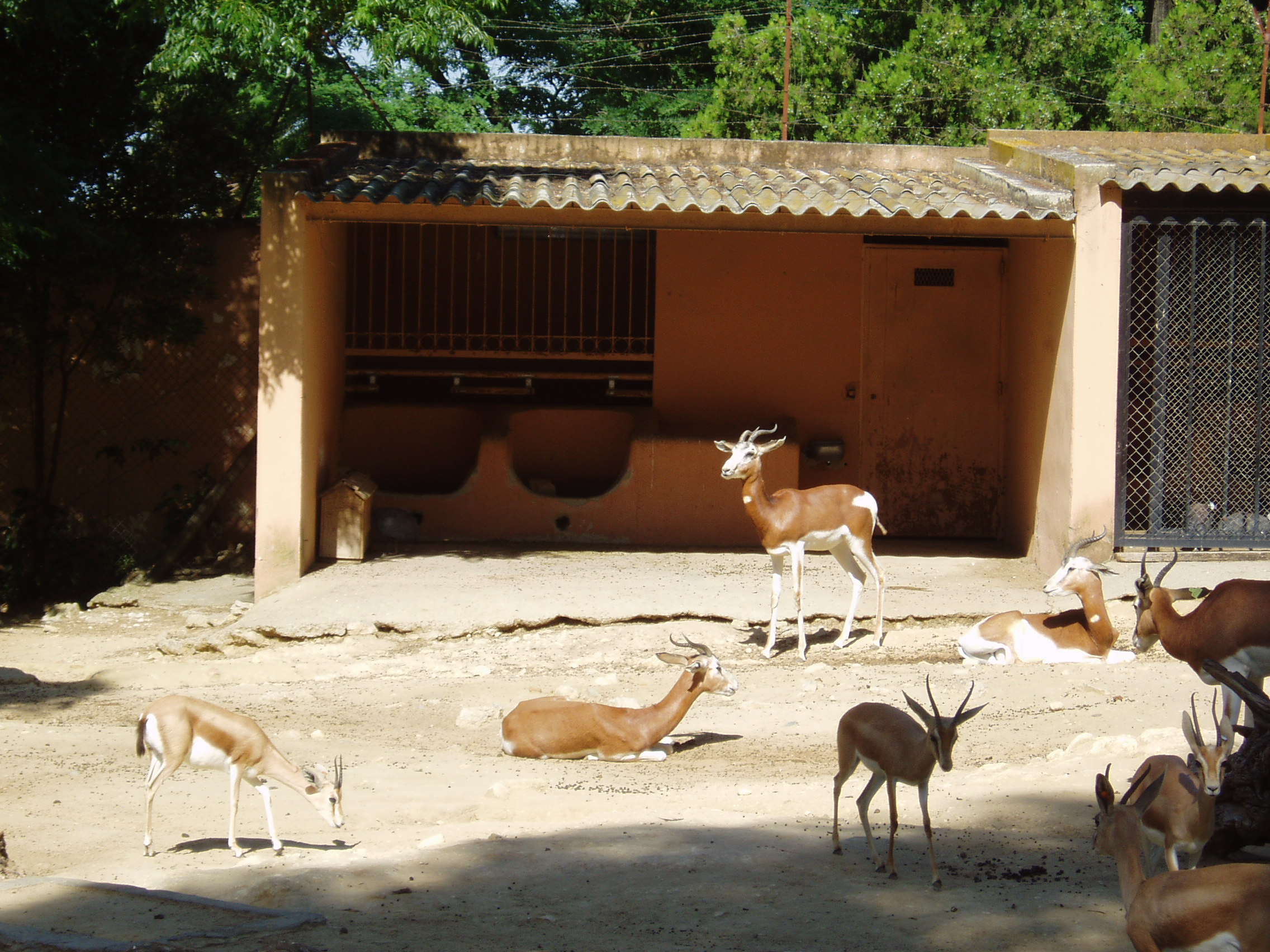
Gacelas dama y dorcas.

Se encuentra situado al oeste del casco antiguo de Jerez, en la Calle Madreselva s/n, accesible desde la antigua Nacional VI, donde cuenta con una entrada realizada dentro del plan de accesibilidad.

## Historia
Su inicio data de 1889, cuando se construyen los depósitos de aguas en la ciudad y se ajardinan los alrededores, pasando a denominarse los jardines de Tempul.
En 1939 se convierten en jardines públicos y comienza a tomar forma el Botánico jerezano, uno de los más antiguos de España, que cuenta con una valorada colección de singulares y centenarios árboles.
En 1953 se inaugura como Parque Zoológico y Jardín Botánico Alberto Durán, en el que su objetivo actual es el de afianzarse como botánico, cooperando con el dualismo entre animales y plantas.
En 2013 celebra su 60 aniversario con diversas actividades.

## Colecciones del Jardín Botánico
En el Zoobotánico Jerez hay zonas en las que dominan las instalaciones de animales y en otras las plantas, pero están todas mezcladas. Incluso hay plantas rotuladas dentro de las instalaciones de animales.
- Los más de 1.000 árboles[6] comprenden 150 especies, todos ellos de un gran tamaño, son dignos de mencionar, el cedro del Himalaya, plátano de sombra, pinos piñoneros, algunos ejemplares de Araar (que son los de mayor porte conocidos de esta especie,[cita requerida]) Celtis australis, Koelreuteria paniculata o Erythrina corallodendron. Las palmeras, se caracterizan por ser numerosas y centenarias, y predominan las de abanico, las datileras y las canarias.
- Debido a los veranos extremadamente calurosos y secos de la zona donde se encuentra el jardín botánico, no son muy apropiadas para su cultivo las plantas centroeuropeas, pero bajo la cubierta vegetal de estos árboles se desarrollan un gran número de arbustos y trepadoras de clima subtropical.
- Aunque rotuladas todas las plantas están mezcladas, pero en los últimos años se han creado algunos jardines temáticos como el de las plantas crasas y el jardín de cicas.
- Exposiciones temporales de temática muy variable, unas veces zoológica, otras botánica y otras mixta (recientemente de zonas húmedas o de especies invasoras).
- Por el 58 aniversario del centro se inauguró el 'Jardín de los Alcornocales', que representa la flora de los Montes de Propio, pertenecientes al parque natural de Los Alcornocales, sufragado por la Fundación Jaime González-Gordon.[7]

## El zoológico

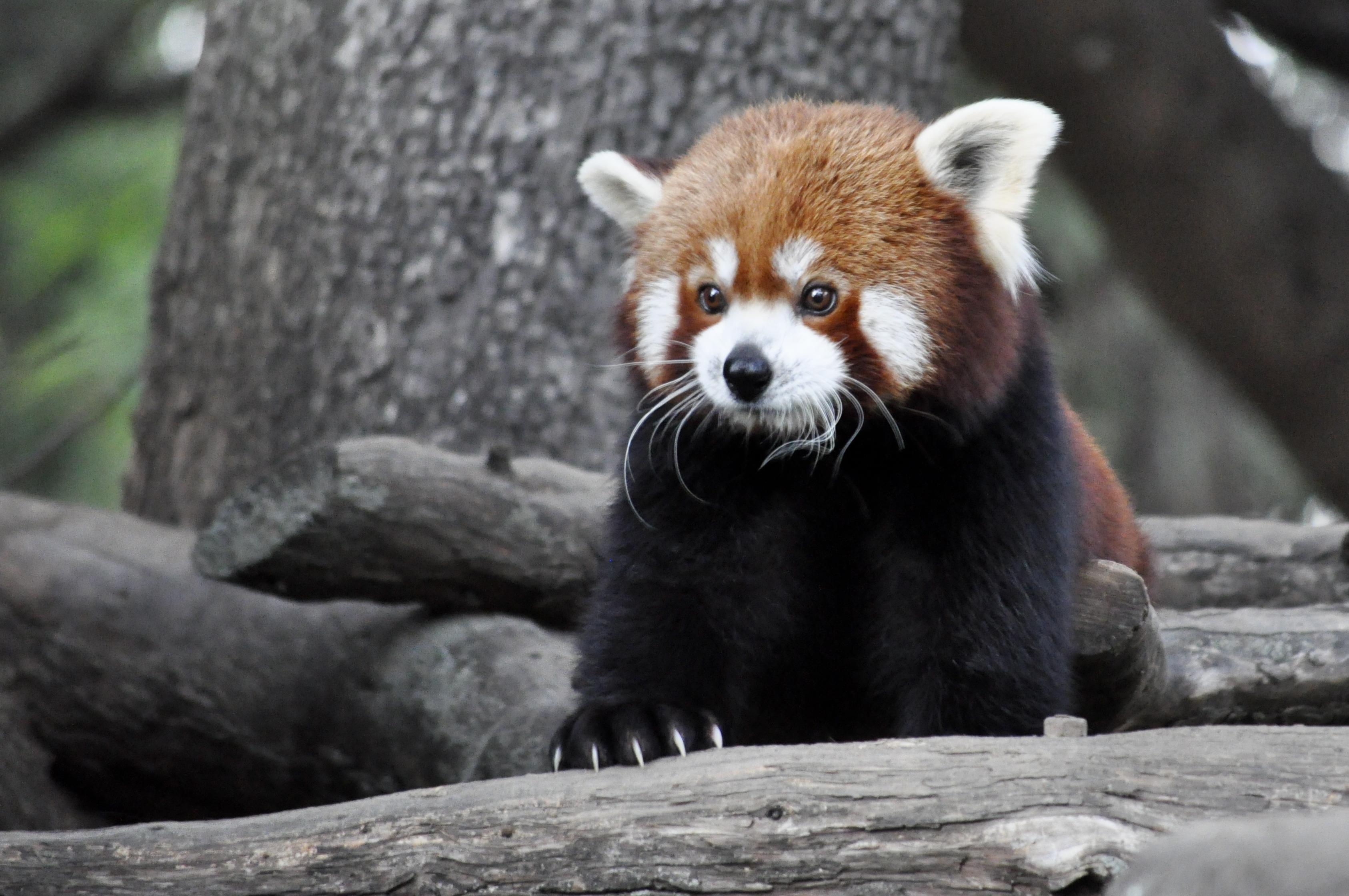
Panda rojo en el zoo de Jerez

Dedicado inicialmente a la fauna de la península ibérica, a lo largo de los años ha ido ampliando su colección zoológica hasta llegar exhibir más de 1.000 animales pertenecientes a cerca de 200 especies diferentes de los cinco continentes.[cita requerida] Muchos de estos animales han criado en cautividad en el zoo, como los tigres blancos.
Recientemente se ha abierto una exposición permanente de reptiles y anfibios en colaboración con una empresa especializada en el tema.

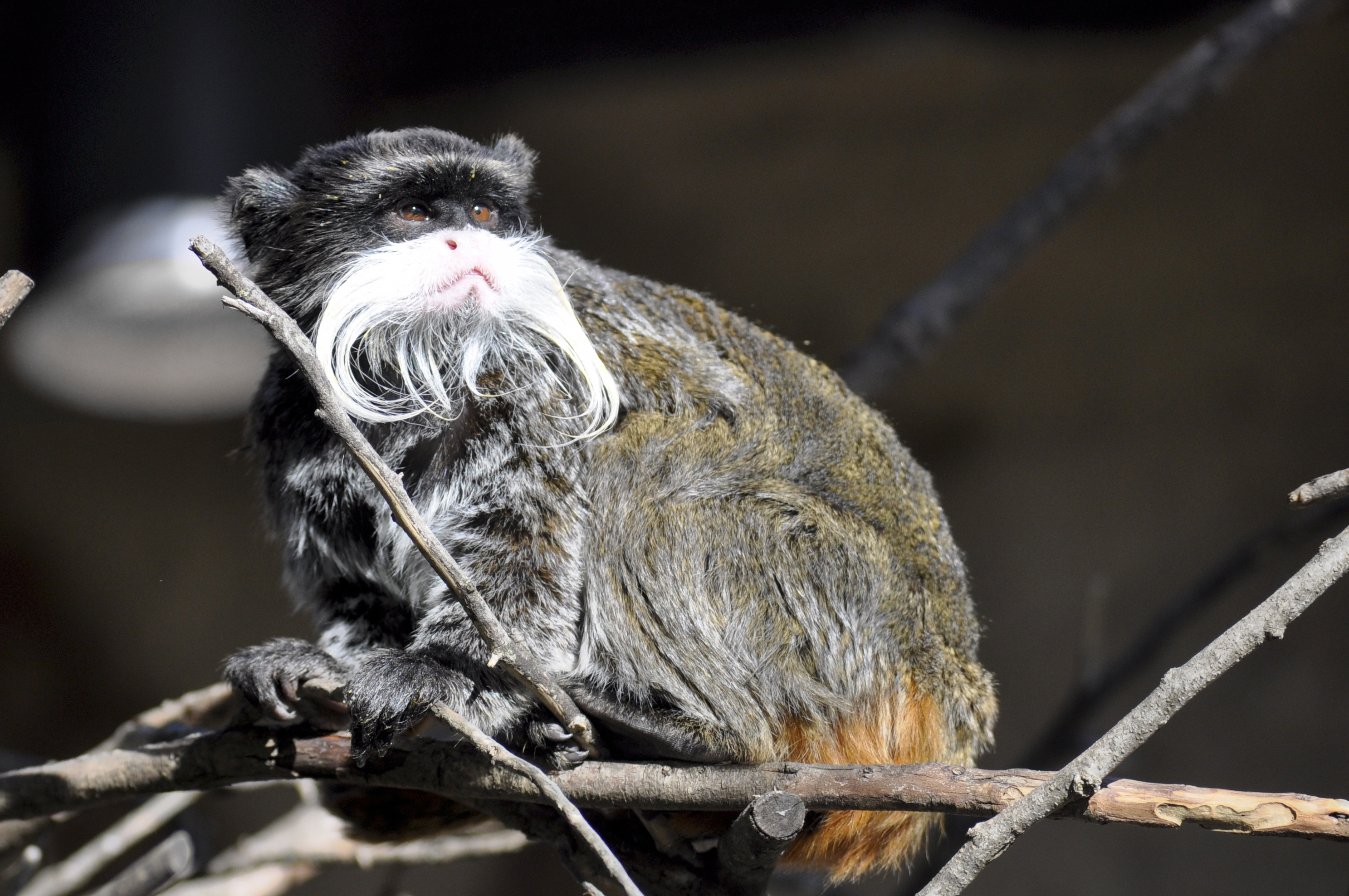
Tamarino Emperador en el de zoo Jerez.

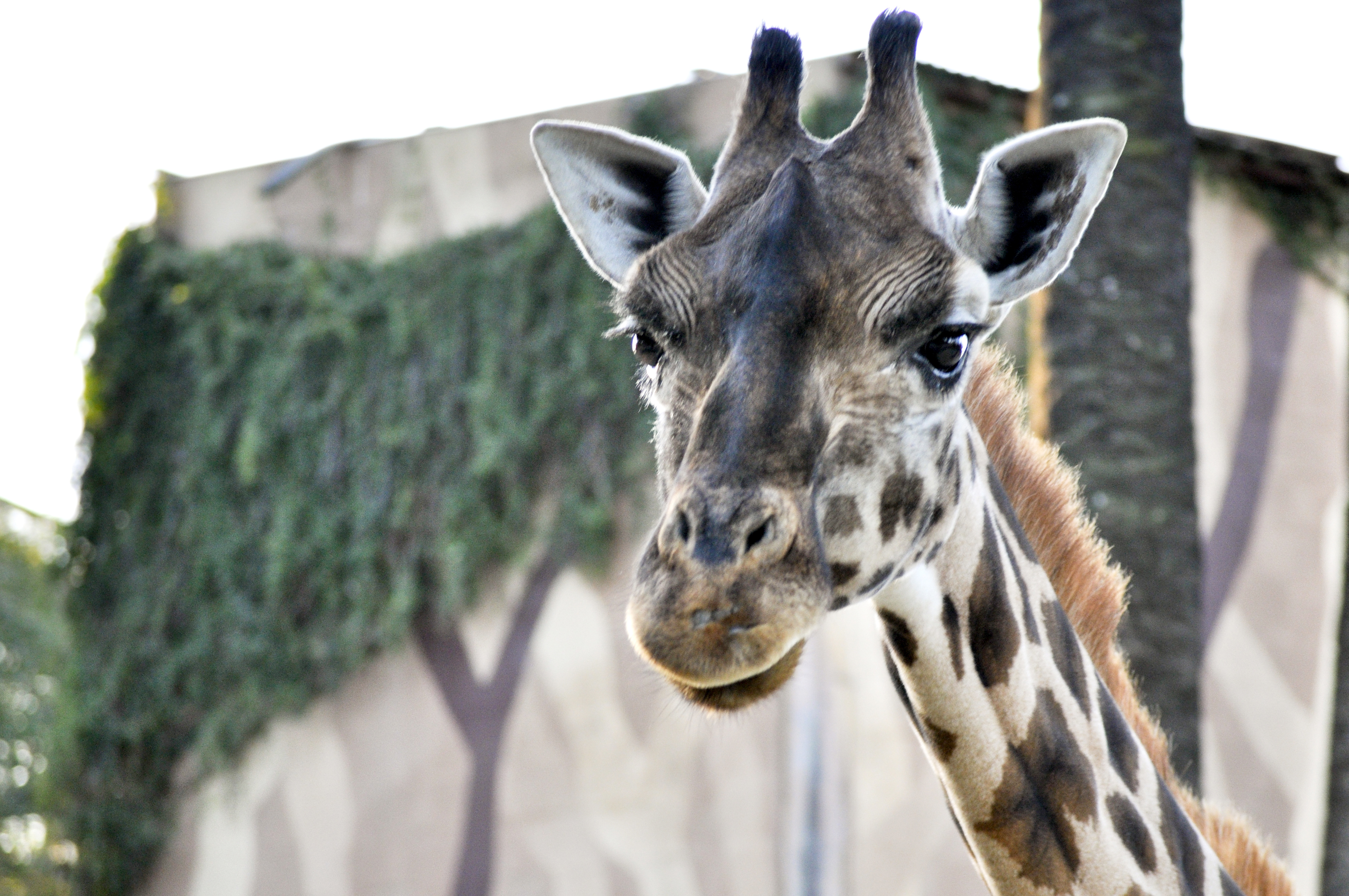
Uno de los ejemplares de jirafas.

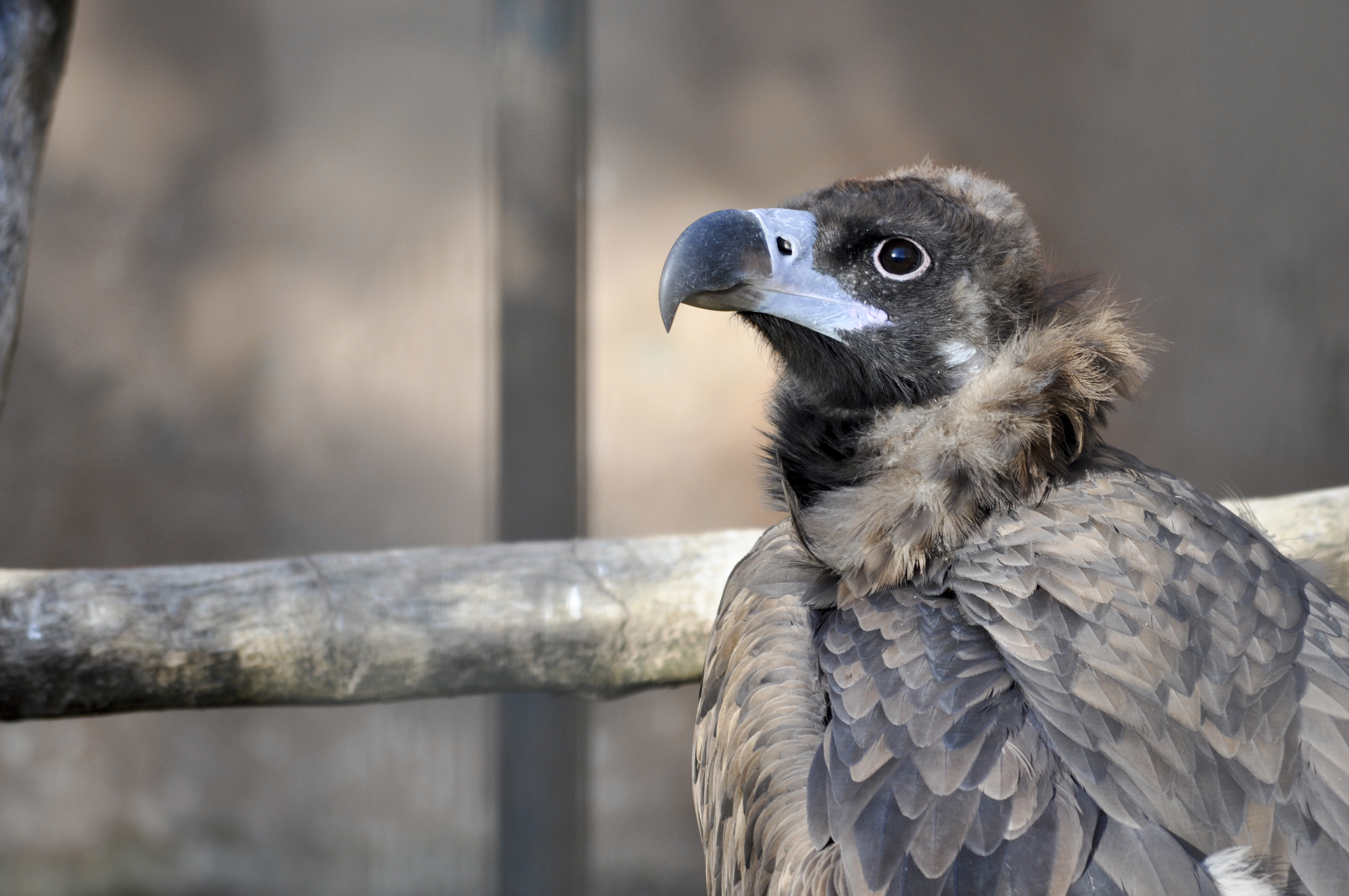
Buitre negro.

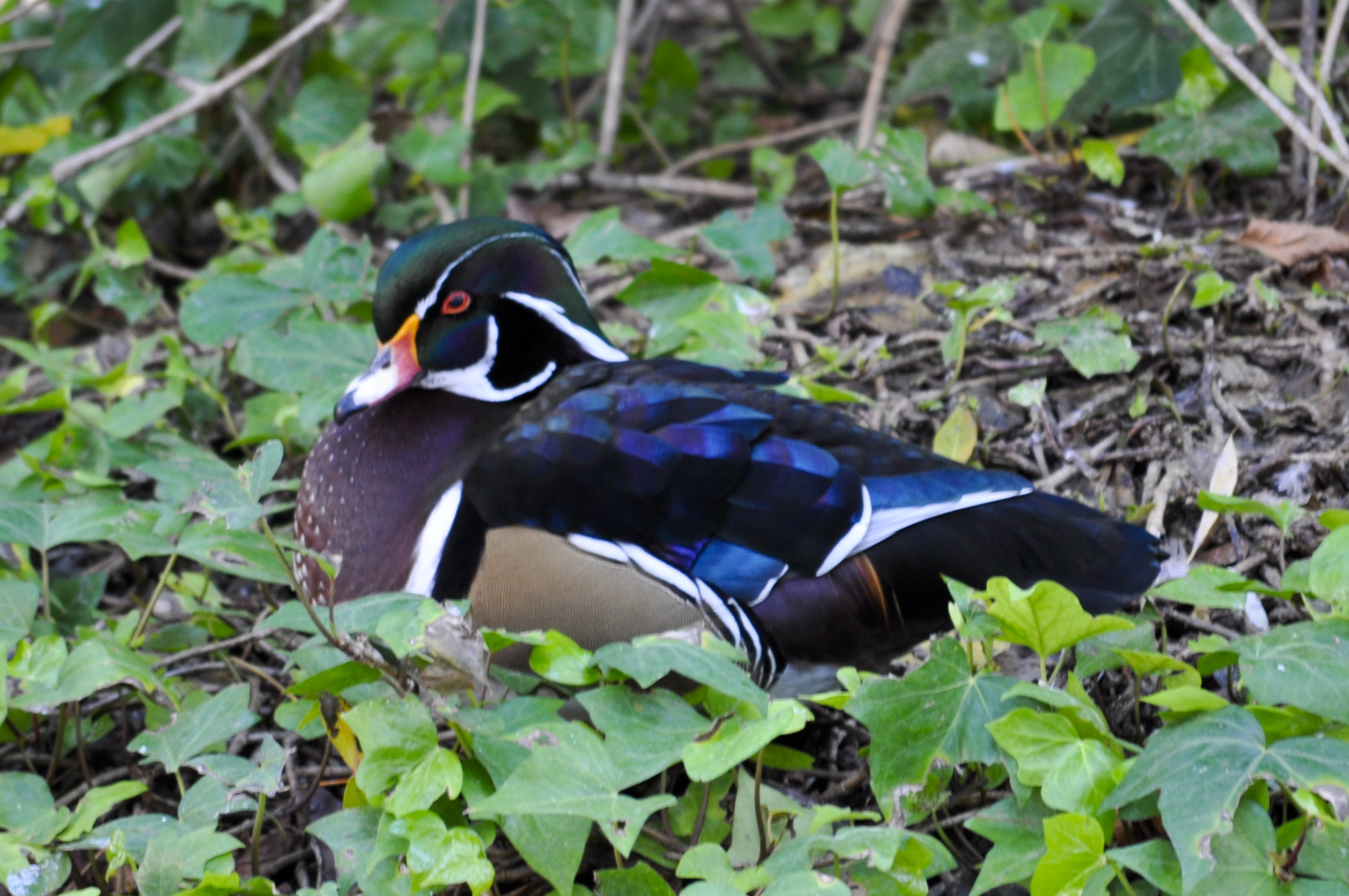
Pato joyuyo.

## Actividades del Jardín Botánico

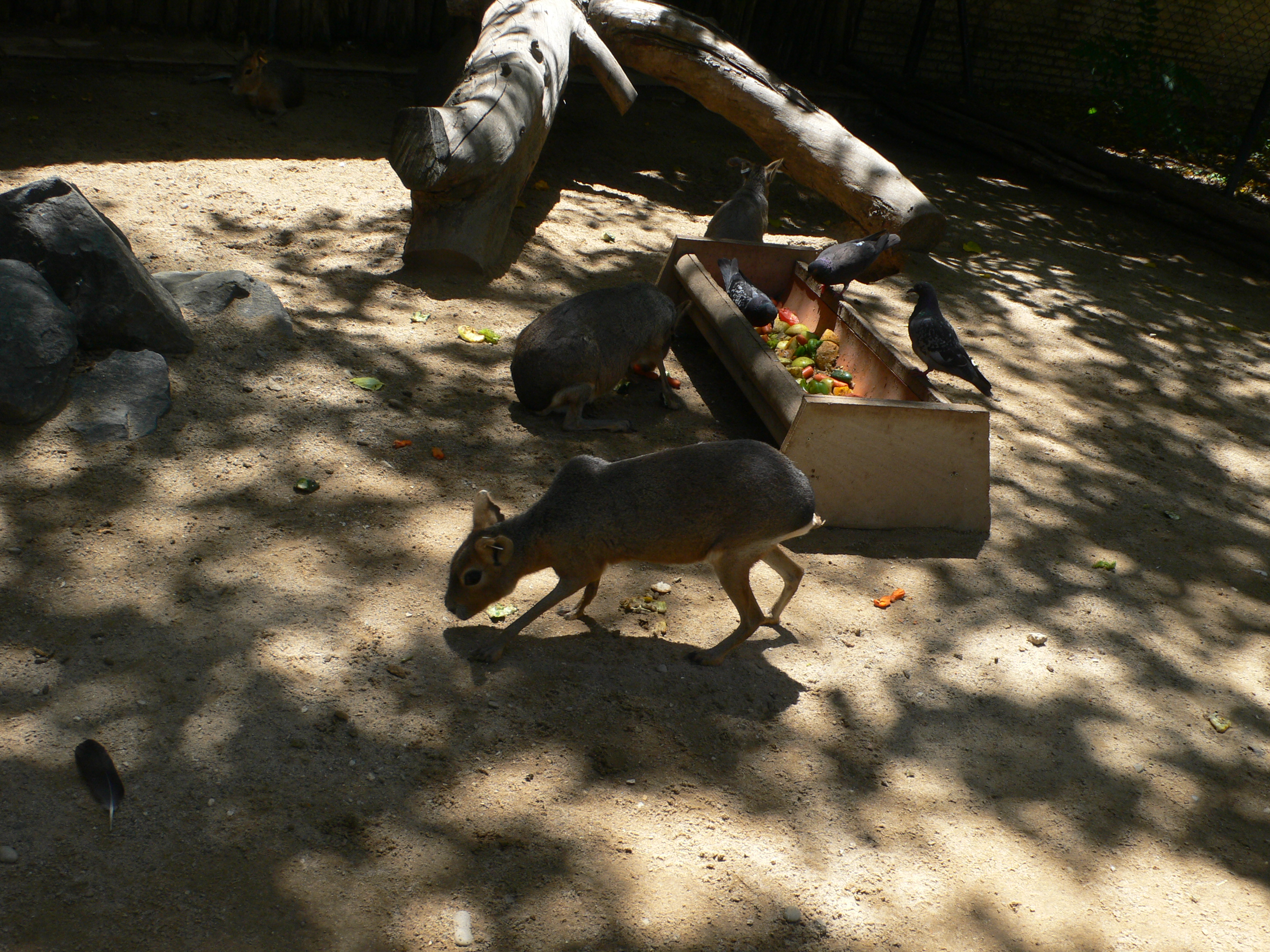
Liebre patagónica.

El 25 de septiembre de 2002, la Dirección General de Bienes Culturales lo proclamó Jardín de Interés Cultural, por las actividades en favor de la naturaleza que se organizan en el mismo, entre otras:
- Control de flora invasora en el Parque Natural Bahía de Cádiz. El propósito es la erradicación de dos tipos de plantas invasoras oriundas de África que suponen un peligro para la flora de la zona. Este plan se prevé que dure tres años para que su resultado sea óptimo.
- Rescate de narcisos que se produjo en 1996 en la población gaditana de Medina Sidonia. La presencia de estas plantas no es muy frecuente y en el momento en que se encontraron se decidió realizar el rescate de los ejemplares y su posterior plantación, ya que las obras previstas en la autovía abarcaban esa zona. La operación concluyó con éxito.
- Está en proceso de creación un herbario y un pequeño banco de germoplasma, con la finalidad de fomentar la investigación botánica, la conservación de la flora y la educación.

## Actividades del Zoológico

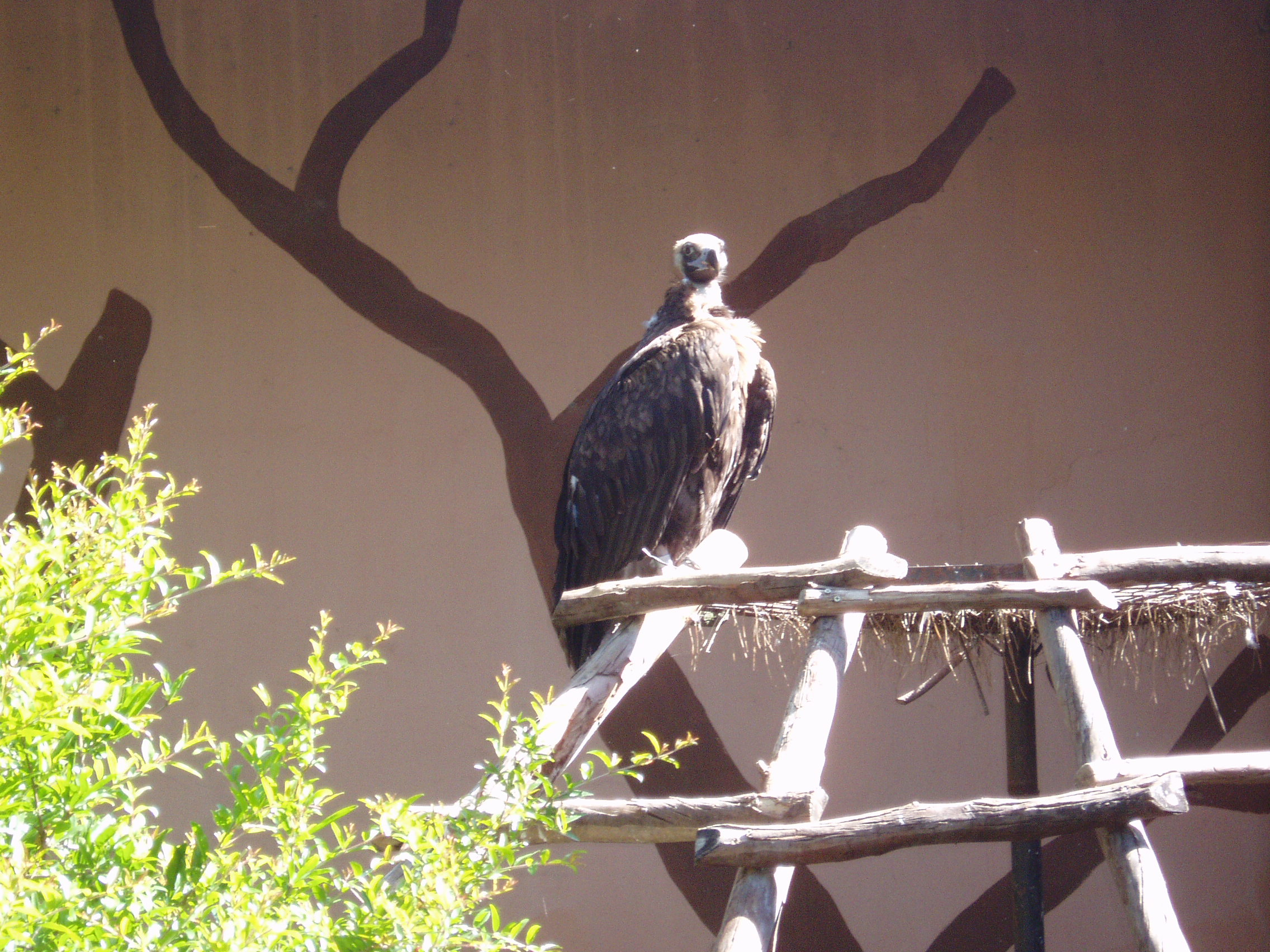
Buitre negro.

El centro zoológico desarrolla proyectos de reproducción y conservación de algunas de las especies amenazadas que alberga: panda rojo, lobo ibérico, oryx de Arabia, buitre negro, ibis eremita, gacela dama, leopardo, lince ibérico o el alimoche entre otras.
El zoológico participa en casi cincuenta Programas Europeos de Especies Amenazadas (EEP) coordinados por la EAZA, basando sus actuaciones en conseguir poblaciones viables de cara a su futura reintroducción en sus hábitats naturales.
Además de estos proyectos el Zoo desarrolla un gran número de programas de reproducción de fauna Ibérica amenazada.
También se hacen programas de sensibilización para jóvenes y congresos de expertos en la temática.
En 2019 se desarrolla un plan de mejora de instalaciones con 48.300 euros de presupuesto

## Clínica
La clínica del Zoo participa en la recuperación de animales que lo requieren, participando en la "Red de Recuperación de la Junta de Andalucía".

## Financiación
El sostenimiento del zoológico ha sido labor del Ayuntamiento de Jerez desde su creación hasta 2013, en que la Diputación provincial de Cádiz colabora.
El zoológico lleva un tiempo realizando apadrinamiento de animales por parte de empresas privadas como vía de financiación.

## Críticas
Necesidad de mayores recursos.

## Depósito de agua
En la parte más alta del recinto se encuentra el depósito de aguas del manantial de Tempul, inaugurado en 1869 mediante el acueducto de Tempul que permitió el abastecimiento de la población con la gestión de la "Sociedad de Aguas de Jerez". Fue rehabilitado en 2017.
En 2018 se restauró la Fuente de San Telmo, trasladada al Zoológico tras dejar de utilizarse.

## Crecimiento
Desde sus inicios, el Zoo ha aumentado paulatinamente el espacio que ocupa, llegando a incorporar el Salobral de Picadueñas.

## Asociacionismo
El Zoo se sede de diversas organizaciones, como el Club de Amigos del Zoo o la Sociedad Gaditana Historia Natural (que ha cumplido más de 50 años de existencia).